# Pleuragramma antarctica
Pleuragramma antarctica és una espècie de peix pertanyent a la família dels nototènids i l'única del gènere Pleuragramma. Habita a l'oceà Antàrtic: la península Antàrtica; les illes Shetland del Sud, Òrcades del Sud i Elefant; els mars de Weddell, de Ross, de Davis i de Bellingshausen, i les terres d'Oates, Adèlia, de Guillem II i d'altres costes des de l'est de l'Antàrtida fins a la badia de Prydz.

## Morfologia
Pot arribar a fer 25 cm de llargària màxima (normalment, en fa 15) i 200 g de pes. En vida, és de color rosa amb un to argentat (el dors és lleugerament més fosc). Esdevé argentat amb el dors més fosc després de mort. Totes les aletes són clares. 6-8 espines i 35-38 radis tous a l'aleta dorsal i cap espina i 36-39 radis tous a l'anal. 52-56 vèrtebres. Produeix glicopèptids anticongelants com una adaptació contra el fred extrem de les aigües antàrtiques.

## Ecologia
És un peix d'aigua marina, pelàgic-oceànic (potser, l'únic peix realment pelàgic de l'Antàrtida) i de clima polar (60°S-78°S) que viu entre 0-728 m de fondària (les larves entre 0-135, els juvenils entre 50 i 400, i els adults per sota dels 400). És inofensiu per als humans i la seua esperança de vida és de 20 anys.
Els exemplars post-larvaris mengen principalment ous i larves de copèpodes, i els juvenils es nodreixen sobretot de copèpodes (com ara, Oncaea curvata) i, en menor mesura, ous i larves d'eufausiacis, poliquets i quetògnats. El canibalisme hi és present en absència d'un subministrament adequat d'aliments.
A l'Antàrtida és depredat per Cygnodraco mawsoni, Gymnodraco acuticeps, Chaenodraco wilsoni, Pagothenia borchgrevinki, Trematomus eulepidotus, Trematomus scotti, Chionodraco hamatus, Cryodraco antarticus, Pagetopsis macropterus, Dissostichus mawsoni, la foca de Weddell (Leptonychotes weddellii), la foca menjacrancs (Lobodon carcinophagus), el paràsit austral (Catharacta maccormicki), Aptenodytes forsteri, el pingüí d'Adèlia (Pygoscelis adeliae) i d'altres pinnípedes i procel·làrids.
La reproducció ocorre possiblement entre l'agost i el setembre.